# Krzysztof Walkowiak
Krzysztof Marek Walkowiak (ur. 3 marca 1973) – polski informatyk, profesor Politechniki Wrocławskiej.

## Życiorys
W okresie szkolnym był stypendystą Krajowego Funduszu na rzecz Dzieci. W latach 1992–1997 studiował informatykę, specjalizacja systemy i sieci komputerowe, na Wydziale Elektroniki Politechniki Wrocławskiej. Od września 1996 do lutego 1997 przebywał na stażu naukowym na Uniwersytecie Aveiro w Portugalii. Jako najlepszy absolwent Wydziału otrzymał Nagrodę Rektora. W 2000 uzyskał na PWr z wyróżnieniem stopień naukowy doktora nauk technicznych w dyscyplinie informatyka na podstawie dysertacji Algorytmy wyznaczania ścieżek wirtualnych w przeżywalnych sieciach ATM (promotor – Andrzej Kasprzak). W 2008 uzyskał stopień doktora habilitowanego nauk technicznych w dyscyplinie informatyka, przedstawiając dzieło Algorytmy wyznaczania przepływów typu unicast i anycast w przeżywalnych sieciach zorientowanych połączeniowo. W 2017 uzyskał tytuł profesora nauk technicznych.
Zainteresowanie naukowe Walkowiaka obejmują: kongitwne i elastyczne sieci optyczne, optymalizacje sieci komputerowych, sieci SDM, przeżywalne sieci komputerowe, systemy przetwarzania rozproszonego, sieci zorientowane na treść (multicasting, anycasting, P2P), inteligentne techniki obliczeniowe (algorytmy genetyczne, tabu search, algorytmy mrówkowe).
Od 1 października 1997 zawodowo związany z macierzystym Wydziałem jako asystent. Od 2001 adiunkt w Katedrze Systemów i Sieci Komputerowych na Wydziale Elektroniki Politechniki Wrocławskiej. Od 1 marca 2009 profesor nadzwyczajny PWr, a od 2017 zwyczajny. Wypromował dziewięcioro doktorów. Dziekan szkoły doktorskiej. Pracuje także jako konsultant dla sektora prywatnego.
Promotor 9 doktoratów. Kierownik lub główny wykonawca projektów naukowych badawczych MNiSW, NCN i Unii Europejskiej. Członek Instytutu Inżynierów Elektryków i Elektroników oraz IEEE Communications Society.
Syn Urszuli z d. Przybył oraz Władysława Walkowiaka, także profesora Politechniki Wrocławskiej.

## Nagrody i wyróżnienia
- Nagroda Fabio Neri Best Paper Award 2014 in Elsevier Journal of Optical Switching and Networking za pracę (Walkowiak K., Klinkowski M., Rabiega B., Goścień R., "Routing and Spectrum Allocation Algorithms for Elastic Optical Networks with Dedicated Path Protection").
- Nagroda Best Paper Award of DRCN2009 (7th International Workshop on the Design of Reliable Communication Networks, Washington, USA), za pracę Survivability of P2P Multicasting, 2009.
- Nagroda Best Paper Award of RNDM2015 (7th International Workshop on Reliable Networks Design and Modeling, Munich, Germany) za pracę Comparison of Different Data Center Location Policies in Survivable Elastic Optical Networks, 2015.
- Stypednium naukowe Politechniki Wrocławskiej za ważne osiągnięcia naukowe, 2017.
- Nagroda w konkursie IBM “2011 Smarter Planet Innovation Awards – Smarter Communications. Sponsored by the IBM Academic Initiative”, 2011.
- Medal Komisji Edukacji Narodowej, 2011.
- Brązowy Krzyż Zasługi, 2009.
- Nagroda Rektora PWr (1997, 2001, 2004, 2005, 2008, 2011, 2012).

Źródło.